# Penta-di-Casinca
Penta-di-Casinca é uma comuna francesa na região administrativa de Córsega, no departamento da Alta Córsega. Estende-se por uma área de 18,53 km². 